# Хосе Игерас
Хосе Игерас (на испански: José Higueras)  [xoˈsejˈɣeɾas] е испански тенисист. 

## Биография
Хосе Игерас е роден на 1 март 1953 г. в Диесма, Испания.

## Кариера
Между 1976 и 1984 г. Игерас печели 16 титли от най-високо ниво на сингъл. Полуфиналист е на Откритото първенство на Франция през 1982 г. и 1983 г. Достигна най-висока позиция в ранглистата на сингъл, до световен номер 6, през 1983 г. Той е част от испанския отбор, който спечели първата световна отборна купа през 1978 г.
Хосе Игерас се оттегля от професионалното тур през 1986 г. Той става успешен треньор по тенис. Помага на треньора на Майкъл Ченг за титлата на Откритото първенство на Франция през 1989 г. Заедно с Брад Стайн тренира Джим Къриър и му помага да достигне номер 1 в световната ранглиста на сингъл през 1992 г., и за две титли на Откритото първенство на Франция през 1991 и 1992 г., и двете титли на Откритото първенство на Австралия през 1992 и 1993 г. Игерас е бил треньор на Тод Мартин, Серхи Бругера, Карлос Моя, Пийт Сампрас, Дмитрий Турсунов, Гилермо Кория, Роби Джинепри, Роджър Федерер и Шахар Пеер и създава тренировъчния център по тенис на Хосе Игерас в Палм Спрингс, Калифорния, където живее.
През 2008 г., като треньор на Роби Джинепри, Хигерас е нает от Роджър Федерер, Федерер иска да му помогне за сезона на клей. Партньорството продължава и за сезона на тревни и твърди кортове. през септември 2008 г
Игерас е избран за директор на развитието на елитни играчи от Тенис асоциацията на САЩ (USTA).